# Jesus Adib Abi Chedid
Jesus Adib Abi Chedid (Campinas, 6 de agosto de 1938 — São Paulo, 2 de junho de 2022) foi um político libanês-brasileiro filiado ao Democratas (DEM). Foi cinco vezes eleito prefeito de Bragança Paulista.

## Vida
Era filho do político Hafiz Abi Chedid e de Saada Nader Abi Chedid, ambos imigrantes do Líbano, a bordo do transatlântico italiano "Oceania".[carece de fontes?] Era irmão do falecido ex-deputado, ex-presidente da Federação Paulista de Futebol e vice-presidente da CBF Nabi Abi Chedid, contra quem disputou uma eleição municipal em 2000. Jesus também era pai do deputado Edmir Chedid, além de tio do ex-deputado Marquinho Chedid.
Na vida pública, seguiu os passos de seu pai e o irmão, foi eleito prefeito de Bragança Paulista em 1992, foi eleito novamente em 2000 com 24 617 votos, foi reeleito em 2004 com 30 596 votos.
Seu filho Edmir Chedid é deputado estadual. Seus demais filhos saíram da política.
Em setembro de 2005 teve seu mandato cassado (junto com o vice Amauri Sodré da Silva) pelo Tribunal Regional Eleitoral de São Paulo (TRE-SP) por autopromoção através de programas de televisão custeados com recursos públicos. Em 2007 a cassação foi mantida com unanimidade no julgamento do recurso em que os acusados pediam reforma da decisão.
Em 2008, tentou disputar a eleição ao lado do vice Amauri Sodré, porém, por conta de questões jurídicas, renunciou a candidatura e lançou Amauri como seu substituto na reta final, que acabou derrotado pelo prefeito candidato à reeleição João Afonso Sólis (Jango) do PSDB.
Foi eleito novamente prefeito com o maior número de votos nas eleições de 2016 com 60 822 votos. Sendo reeleito no pleito de 15 de novembro de 2020 com 53 730 votos.

## Morte
Morreu na madrugada de terça-feira, 2 de junho de 2022. Havia apresentado problemas respiratórios e estava internado na UTI (Unidade de Terapia Intensiva) do Hospital Sírio-Libanês, no centro de São Paulo, desde segunda-feira. De acordo com a Secretaria de Comunicação da Prefeitura de Bragança Paulista, o mesmo foi a óbito às 3h10 da madrugada, em decorrência de broncopneumonia bacteriana e falência múltipla dos órgãos. O corpo foi enterrado às 17h00.